# Tuntenstreit
La Tuntenstreit est le nom donné à une scission idéologique au sein du mouvement gay allemand ayant lieu au cours des années 1973 et 1974.

## Histoire
À la Pentecôte 1973, lors d'une des réunions annuelles organisées par l'Action Homosexuelle de Berlin-Ouest (HAW) a lieu une grande manifestation réunissant plus de 700 participants venus d'Allemagne, de France et d'Italie. Une partie d'entre eux, majoritairement des hommes gays, décide de défiler travestis, avec des vêtements appartenant traditionnellement au vestiaire féminin. 
Cette action devient le point de départ d'une querelle qui oppose les militants partisans du travestissement à ceux qui y sont hostiles, menant à de nombreux débats stratégiques en interne à l'HAW.
Cette querelle sera vite nommée Tuntenstreit, le terme « Tunte » (tata/tantouze) étant employé pour désigner un homme gay perçu comme « efféminé ».

## Conséquences et contexte
Le résultat de cette querelle amène entre 1973 et 1974 à la scission de l'Action Homosexuelle de Berlin-Ouest en deux groupes : en une aile intégrationniste composée de marxistes orthodoxes, et une faction radicale et féministe. 
Pour l'aile intégrationniste, l’oppression homosexuelle est une « relique pré-capitaliste » et non une caractéristique essentielle de la société bourgeoise. L’intégration des homosexuels semble alors possible, la tâche des « marxistes homosexuels » étant de développer une solidarité active envers la minorité homosexuelle dans le mouvement ouvrier.
Pour la fraction radicale, l'intégration n'est pas souhaitable et laisserait intacte l’hétérosexualité dominante. Elle demande alors un mouvement gay autonome à même de lutter avec ses propres moyens. Le travestissement y est valorisé comme outil de remise en cause des rôles genrés (Geschlechterrolle). À terme, les positions indépendantes homosexuelles doivent faire partie prenante de la gauche politique.